# Losin'
「losin'」（ルージン）は、伊藤由奈の5枚目のシングル。2006年9月6日発売。発売元はソニー・ミュージックレコーズ。

## 解説
- 2ヶ月連続リリース＆完全生産限定シングルの第2弾。
- 7万枚完全生産限定盤となっており、2ヶ月連続で発売される「stuck on you」とのダブル購入で「YUNA ITO 1st Invitation Live」に抽選で招待されるという特典がついている。
- プロモーションビデオは前作に引き続き、多くのダンスPVを手がける久保茂昭監督が担当。今回も伊藤自身がダンスに挑戦し、格闘技を取り入れた激しいダンスを披露している。
- 表題曲「losin'」は全米で社会現象となったドラマ「LOST シーズン2」のインスパイアソングに起用された。また、dwango「イロメロミックスDX」CMソングにもなった。
- 最高位は19位（オリコン）に回復したものの、セールス面では初動･累計ともにノンタイアップだった前作を下回る結果となった。
- c/w「Stay for Love」はこれまでのカップリング曲のなかで唯一1stアルバム『HEART』に収録されている。

## 収録曲
1. losin'
（作詞：H.U.B／作曲：SiZK、ViVi／編曲：SiZK）
  - AXN系ドラマ「LOST シーズン2」インスパイアソング
  - dwango「イロメロミックスDX」CMソング
2. Stay for Love
（作詞：小林夏海／作曲：FLAT5th 岡本弥紀／編曲：SiZK）
3. losin' -Simplicity Mix-
（リミックス：disq）